# دانشکده دندانپزشکی گلستان
دانشکده دندانپزشکی دانشگاه علوم پزشکی گلستان یکی از دانشکده‌های دندانپزشکی ایران وابسته به دانشگاه علوم پزشکی گلستان در گرگان است.

## تاریخچه
دانشکده دندانپزشکی گلستان در سال ۱۳۸۸ بنیانگذاری شد. هم‌اکنون ریاست این دانشکده را امیررضا احمدی‌نیا برعهده دارد.